# Giovanni Battista Orsini
Pour les articles homonymes, voir Orsini.
Pour l’article ayant un titre homophone, voir Giovanni Battista Orsini (cardinal).
Giovanni Battista Orsini, ou Jean-Baptiste des Ursins (? -  Rhodes, 8 juin 1476) est le 39e grand maître des Hospitaliers de l'ordre de Saint-Jean de Jérusalem.
Gian-Battista Degl'Orsini (Jean-Baptiste des Ursins) accéléra les travaux de défense de la ville de Rhodes. Il tenta également un rapprochement avec Venise en envoyant une expédition de secours à l'île d'Eubée, attaquée par les turcs. En représailles le Sultan déclara la guerre à outrance contre Rhodes, ce qui n'empêcha pas la flotte des Chevaliers, de concert avec les vaisseaux du Pape et de Venise, de mener une belle action navale contre les Turcs en Pamphylie.

## Sources bibliographiques
- Bertrand Galimard Flavigny (2006) Histoire de l'ordre de Malte, Perrin, Paris